# Chinesisch-italienische Beziehungen
Die Chinesisch-italienischen Beziehungen sind das zwischenstaatliche Verhältnis zwischen der Volksrepublik China und Italien. Beide Länder unterhalten lange zurückreichende Beziehungen und haben im 21. Jahrhundert bedeutende Handelsbeziehungen aufgebaut.

## Geschichte

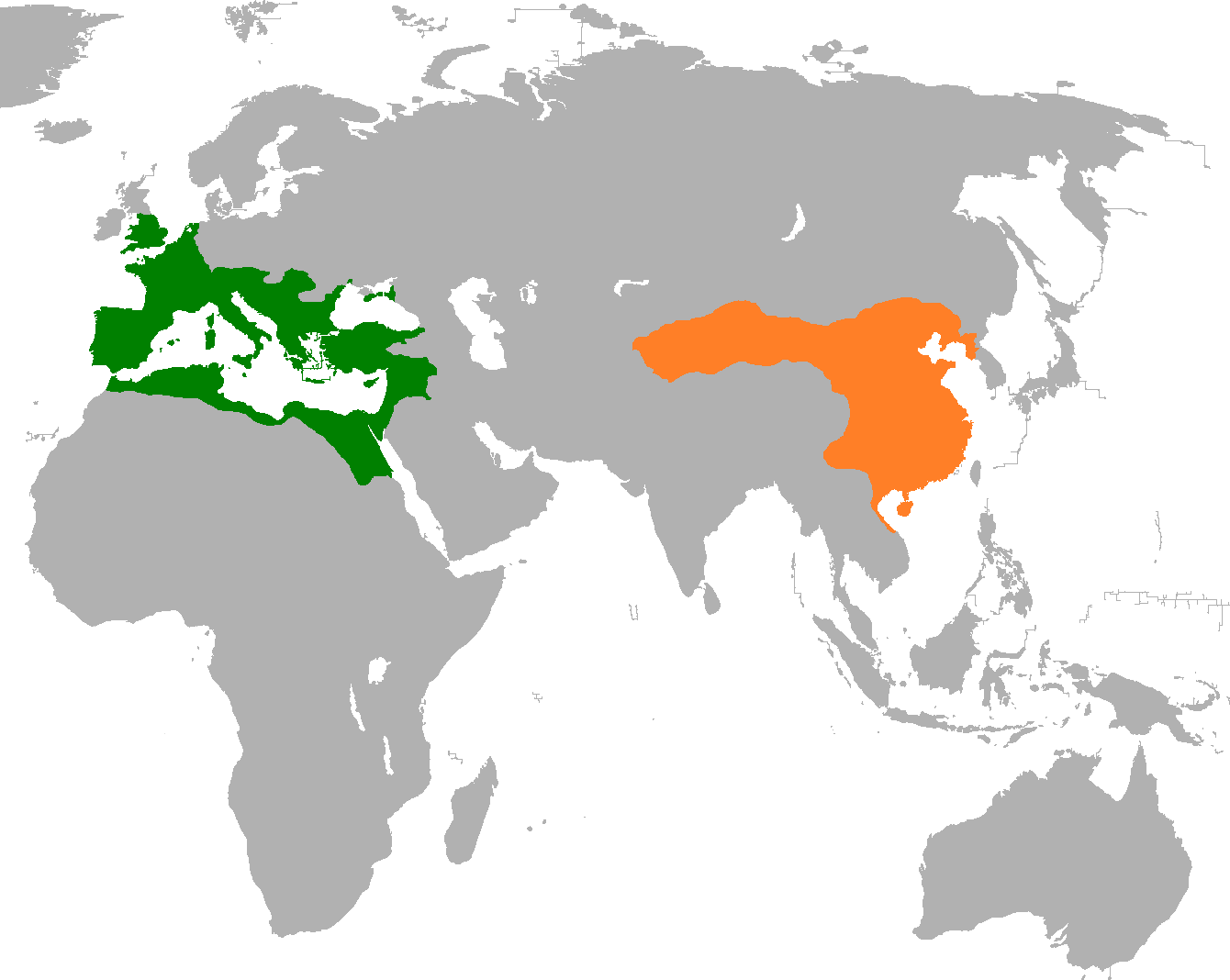
Römisches Reich und Han-Dynastie

Bereits in der Antike gab es Beziehungen zwischen dem Römischen Reich und China. In China und Vietnam wurden römische Münzen gefunden und beide Reiche unterhielten Handelsbeziehungen miteinander. Römische Historiker berichten auch von mehreren Besuchern in Rom aus dem östlichen Land Seres. In römischer Zeit wurde die erste Gruppe von Personen, die römische Gesandte in China gewesen sein sollen, im Jahr 16 n. Chr. im Buch der späteren Han aufgezeichnet. Die Gesandten kamen zu Kaiser Han Huandi von Han-China von „Andun“ (wahrscheinlich Kaiser Antoninus Pius oder Mark Aurel), dem „König von Daqin“ (Rom). Es ist aber unklar, ob es sich wirklich um offizielle Gesandte oder Privatleute handelte. Obwohl beide Reiche voneinander wussten, wurden die wirtschaftlichen und politischen Beziehungen durch die großen Entfernungen behindert, sodass der meiste Handel über Mittelsmänner erfolgte.
Der bemerkenswerteste Kontakt zwischen China und Italien im Mittelalter geht auf den italienischen Entdecker Marco Polozurück. Er hielt sich zwischen 1271 und 1295 siebzehn Jahre lang in dem Land auf, einige Jahrzehnte nach Giovanni da Pian del Carpine, der Karakorum besucht hatte. Polos Berichte über das geheimnisvolle Reich im Fernen Osten vermischten Fakten mit Mythen und erregten große Aufmerksamkeit im Abendland. Auf Polos Besuch folgte die Ankunft von Giovanni da Montecorvino, dem ersten Erzbischof von Peking, im Jahr 1294. Michele Ruggieri, ein italienischer Jesuitenpater aus Apulien und einer der Gründer der Jesuitenmissionen in China, war der erste Europäer, der die Verbotene Stadt betrat. Jesuitische Missionare wie Matteo Ricci spielten eine wichtige Rolle als Vermittler zwischen Ost und West und waren führend bei der Verbreitung des Christentums und der europäischen Wissenschaften in China.

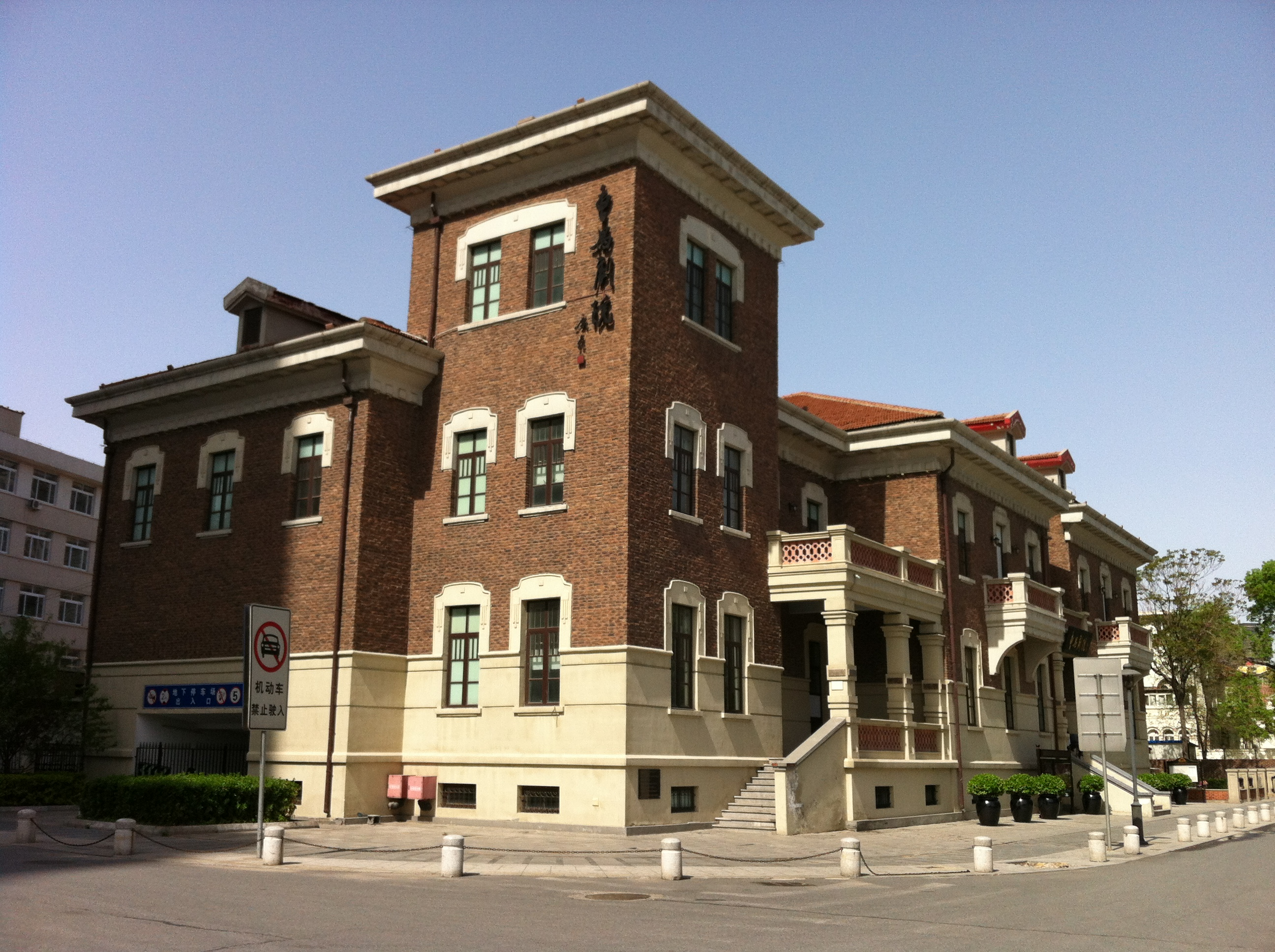
Gebäuden aus der italienischen Kolonialzeit in Tianjin

Nach der Einigung Italiens etablierte das Königreich Italien 1866 mit der Qing-Dynastie diplomatische Beziehungen und ein Handelsvertrag wurde unterzeichnet. Italien beteiligte sich an der Allianz der Vereinigten acht Staaten zur Unterdrückung des Boxeraufstands und erhielt im Gegenzug 1901 eine Italienische Konzession in Tientsin und weitere Gebiete in China. 1913 erkannte Italien die Republik China von Sun Yat-sen an und verhielt sich in der Folgezeit in den verschiedenen Konflikten der um die Macht in China konkurrierenden Parteien neutral. Italien erkannte die Republik China der Kuomintang formell an und unterzeichnete am 27. November 1928 einen neuen Handelsvertrag, der den Vertrag von 1866 ablöste. Als Chiang Kai-shek die westlichen Mächte aufforderte, ihre Botschaften nach Nanjing zu verlegen, um seiner Oberherrschaft während der Kriegsherrenzeit anzuerkennen, teilte Italien seine Botschaft in China zwischen Nanjing und Shanghai auf.
Hongdu, einer der größten Flugzeughersteller Chinas, wurde 1934 als Joint Venture SINAW zwischen der Republik China und dem faschistischen Italien gegründet. Nach Ausbruch des Zweiten Chinesisch-Japanischen Krieges im Jahr 1937 wurde Italien als Teil der Achsenmächte jedoch zum Verbündeten Japans und unterstützte Japan bei der Bombardierung der SINAW-Werke. Die chinesische Regierung beschlagnahmte im Dezember 1937 italienisches Eigentum, und alle italienischen Mitarbeiter des Unternehmens verließen bis zum Ende des Jahres das Land. Ende 1937 erkannte das faschistische Italien Mandschukuo an, und 1941 erkannte es die Neuorganisierte Regierung der Republik China von Wang Jingwei mit der Hauptstadt Nanjing an, während Chiang Kai-shekden Achsenmächten den Krieg erklärte. Mit der Niederlage der Achse im Zweiten Weltkrieg verlor Italien seine Konzessionen in China und verzichtete 1947 offiziell auf jegliche Ansprüche.
Mit dem Sieg der Kommunisten im chinesischen Bürgerkrieg 1949 bestanden keine diplomatischen Beziehungen bis 1970. Während der über zwanzigjährigen Unterbrechung der diplomatischen Kontakte hatte Italien keine Botschaft in China und unterhielt Beziehungen zur Republik China auf Taiwan, obwohl es auch nie einen Botschafter nach Taipeh entsandte. Lediglich in Hongkong gab es in dieser Zeit ein italienisches Konsulat. Die Kommunistische Partei Italiens unterhielt zudem einige Kontakte nach China. Der italienische Außenminister Pietro Nenni schlug schließlich im Januar 1969 die diplomatische Anerkennung der VR Chinas vor. Im Februar des folgenden Jahres tauschten die beiden Länder Botschafter aus. Die Nachricht von der Anerkennung der Volksrepublik China durch Italien und dem damit verbundenen Abbruch der offiziellen Beziehungen zur Republik China veranlasste andere europäische Länder wie Österreich und Belgien, ähnliche Schritte zu erwägen.

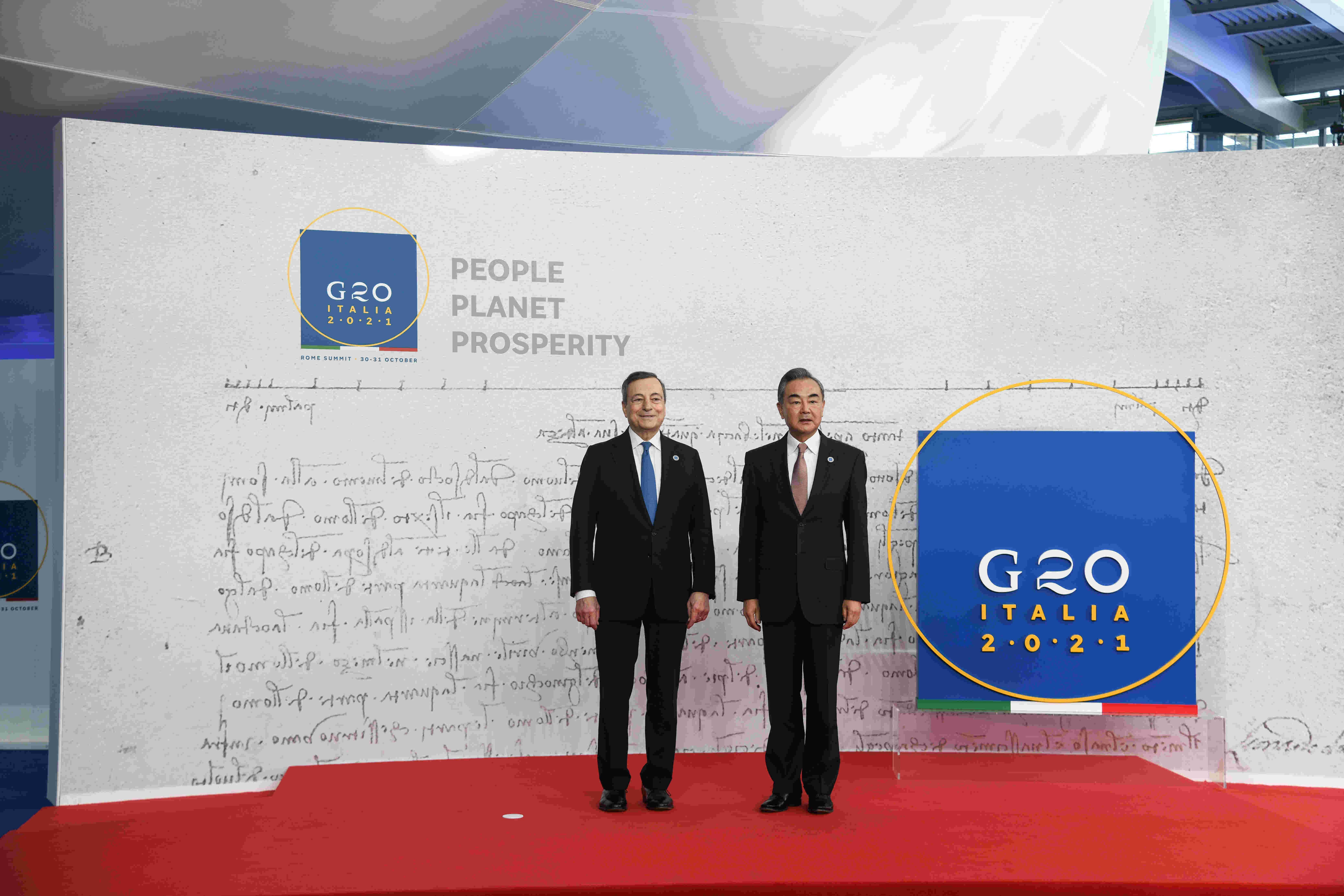
Ministerpräsident Mario Draghi mit dem chinesischen Außenminister Wang Yi (2021)

Die diplomatische Anerkennung der VR China durch Italien begünstigte eine deutliche Intensivierung der zwischenstaatlichen politischen und kulturellen Kontakte. China stieg nach den Wirtschaftsreformen unter Deng Xiaoping und dem Beitritt zur WHO auch zu einem der wichtigsten Handelspartner Italiens auf. Im März 2019, während des Besuchs des chinesischen Präsidenten Xi Jinping in Italien, unterzeichnete China eine Absichtserklärung über Chinas Belt and Road Initiative (BRI) mit Italien. Damit wurde Italien das erste G7-Land, das sich der BRI anschloss. Nach dem Ausbruch der COVID-19-Pandemie in Italien sendete China medizinische Hilfsgüter, darunter Masken und Atemschutzgeräte, sowie ein Team von chinesischem medizinischem Personal nach Italien, um dem Land zu helfen und den Ausbruch im Land zu bekämpfen. Der italienische Ministerpräsident Giuseppe Conte dankte China für die Unterstützung.
Nach der Wahl von Giorgia Meloni zur italienischen Ministerpräsidentin 2022 erfolgte eine Wende in der italienischen China-Politik. Meloni distanzierte sich stärker von China und ihre Regierung zog Italiens Beteiligung an der Belt and Road Initiative 2023 zurück.

## Wirtschaftsbeziehungen
Das Handelsvolumen zwischen Italien und der Volksrepublik China lag im Jahr 2022 bei 73,9 Milliarden Euro, wobei die italienischen Exporte nach China den Rekordwert von 16,4 Milliarden Euro und die Importe aus China einen Wert von 57,5 Milliarden Euro erreichten. Neben den USA war China damit für Italien der wichtigste Handelspartner außerhalb Europas. Italien exportiert neben Industrieerzeugnissen und Lebensmitteln vorwiegend Kleidung und Luxusgüter nach China. Für italienische Luxusmarken wie Gucci, Prada oder Bulgari ist die Volksrepublik China ein sehr wichtiger Markt.

## Migration
Im Jahr 2023 lebten knapp 300.000 chinesische Migranten in Italien, womit diese die viertgrößte Ausländergruppe waren. Die wachsende chinesische Gemeinde bildet vor allem in der Lombardei, der Toskana und Latium eine bedeutende Minderheit. Die Stadt Prato gilt als Hochburg, wo chinesische Gastarbeiter in der Textilindustrie tätig sind.

## Diplomatische Standorte

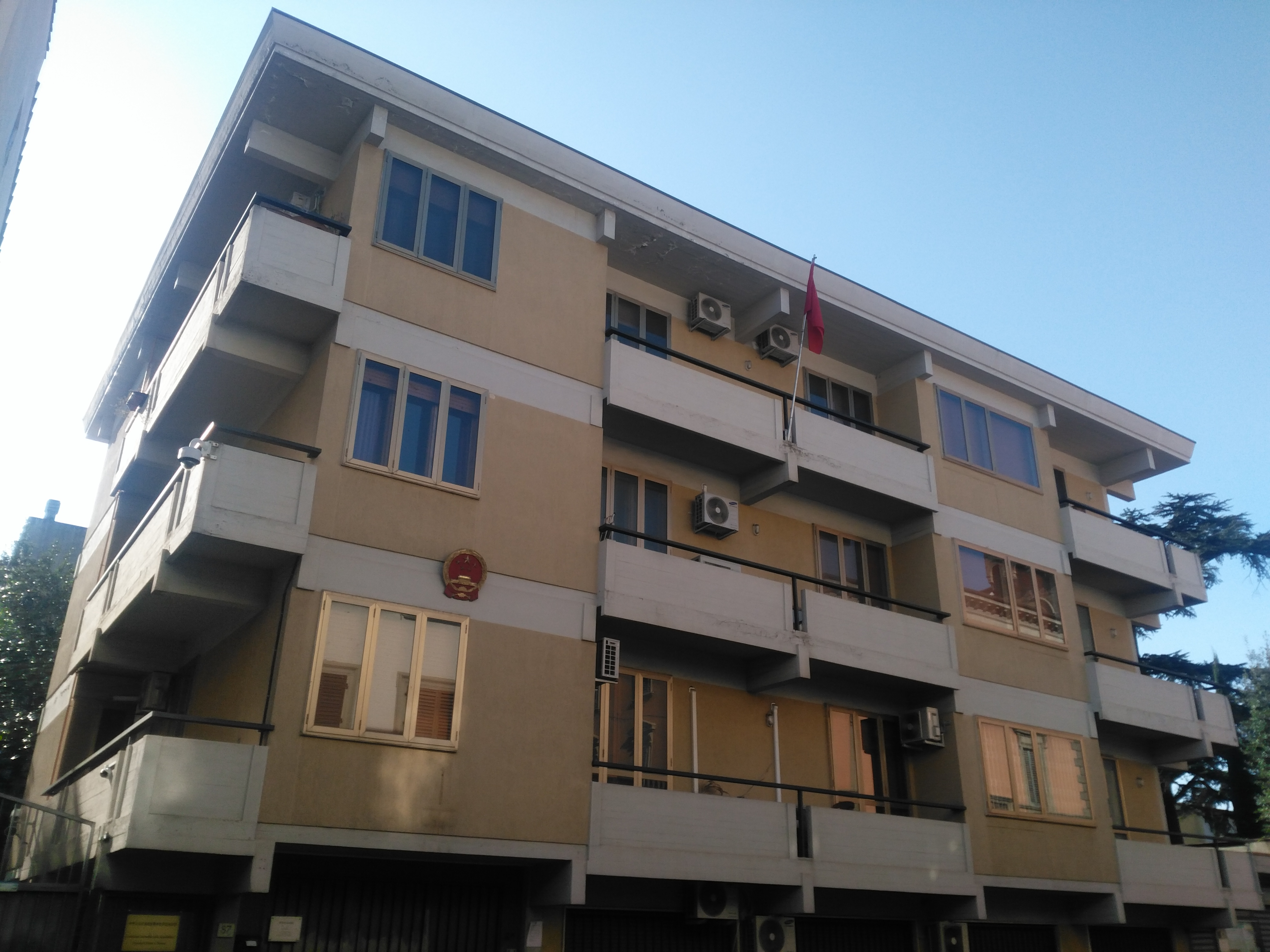
Chinesisches Generalkonsulat in Florenz

- China hat eine Botschaft in Rom und Generalkonsulate in Florenz und Mailand.
- Italien unterhält eine Botschaft in Peking und Generalkonsulate in Chongqing, Guangzhou, Hongkong und Shanghai.